# Kogalymavia Flight 9268
Kogalymavia Flight 9268 (ICAO: KGL 9268 og IATA: 7K-9268) var en international passagerflyvning som den 31. oktober 2015 styrtede ned på Sinaihalvøen i Egypten omkring 25 minutter efter starten. Flyet, et Airbus A321, var på vej fra Sharm el-Sheikh i Egypten til Sankt Petersborg i Rusland. Ulykken er den mest dødelige i Egypten, og den med flest døde med denne flytype.
Den 17. november 2015 meddelte Federalnaja sluzjba bezopasnosti, at styrtet "utvetydigt" var et terroristangreb forårsaget af en bombe der var sprunget mens flyet var i luften.

## Flyet
Flyet var en Airbus A321-231 registreret EI-ETJ med serienummer 663. Det var ejet og leaset af det Dublin-baserede selskab AerCap. Flyet fløj første gang den 9. maj 1997, og blev oprindeligt leveret til Middle East Airlines. Flyet var altså 18 år og 6 måneder gammel. Det har været leaset til Saudi Arabian Airlines og Cham Wings Airlines, og også fløjet for Onur Air og Kolavia som så blev til Metrojet i maj 2012. Da flyet den 16. november 2001 landede i Kairo lufthavn ramte halen landingsbanen hårdt, hvilket minder om Japan Airlines Flight 123 i 1985 – ellers har flyet ikke været involveret i ulykker før. Flyet havde omtrent 56.000 flyvetimer fordelt på 21.000 flyvninger.
Airbus A321-200-serien fløj første gang i marts 1993, og blev operativt i januar 1994. Der er bygget over 931 eksemplarer siden da. Flyet er generelt godkendt til 220 passagerer og en maksimal startvægt på 93.000 kg. Metrojet, som opererede flyvningen, er et russisk flyselskab fra 1993. Dette er den første fatale ulykke i selskabets historie. Selskabet var tidligere kendt som Kolavia.

## Ombordværende
| Nationalitet | Passagerer | Besætning | Totalt |
| ------------ | ---------- | --------- | ------ |
| Rusland      | 212        | 7         | 219    |
| Ukraine      | 4          | –         | 4      |
| Hviderusland | 1          | –         | 1      |
| Total        | 217        | 7         | 224    |

## Ulykken
Flyet lettede fra Sharm el Sheikh Internationale Lufthavn (SSH/HESH) i Egypten den 31. oktober 2015 klokken 03:49 UTC (05:49 lokal tid). Det fulgte en nordlig rute langs Akababugten før det ændrede kurs til en retning på 340° for at krydse Sinaihalvøen. Flyet steg til 30.750 fod (9,37 km) og en hastighed på 408 knob (756 km/t) frem til klokken 04:12:57 UTC. De næste 25 sekunder registrerede radarer store ændringer i lodret hastighed og hastighed over jorden. Den lodrette hastighed varierede fra -6336 fod i minuttet (-32 m/s) til +8000 fpm (+41 m/s) på bare 16 sekunder. Radarkontakten med flyet forsvandt kl. 05:13:22. Da var hastigheden faldet drastisk til 62 knob (115 km/t), og højden var 27.925 fod (8,512 km).
Flyet skulle efter planen være landet i Sankt Petersborg klokken 12:10 UTC.

## Undersøgelse
Foreløbige analyser af flyets ene sorte boks, Cockpit Voice Recorder (CVR), indikerer et højt brag under flyvningen, hvilket tilskrives en eksplosion. Amerikanske og britiske havarieksperter hælder til, at en bombe var anbragt i eller udenfor en kuffert i lastrummet.